# Zane Maloney
Zane Maloney (Bridgetown, 2 de outubro de 2003), é um automobilista barbadiano que atualmente compete no Campeonato de Fórmula 2 da FIA pela equipe Rodin Motorsport e, correrá na Fórmula E pela equipe Lola Yamaha ABT na temporada de 2024–25. Ele foi campeão da Fórmula 4 Britânica em 2019.
Maloney atuou como piloto reserva da equipe de Fórmula 1 da Red Bull em 2023 e, da Stake F1 Team Kick Sauber em 2024. E, também, piloto reserva e de desenvolvimento da equipe de Fórmula E da Andretti durante a temporada de 2023–24.

## Vida pessoal
Zane Maloney vem de uma família de pilotos. Seu avô Doug Maloney, assim como seu pai Sean e seus tios Mark e Stuart são pilotos de categorias regionais. Ele declarou ter admiração pelos pilotos britânicos Jenson Button e Lewis Hamilton, além da equipe Mercedes. Para a escolha de seu número na Fórmula E, Maloney se inspirou em Hamilton, adotando o 22 por desejar ser metade do que é o heptacampeão, que corre com o número 44.
Sobre sua preparação, Maloney afirma que além de se preparar física e mentalmente, ele "maratona corridas passadas" para verificar seu desempenho e os de seus concorrentes.

## Carreira

### Kart e categorias de acesso
Maloney estreou no kart aos 12 anos, e após conquistar vários títulos da modalidade, mudou-se para a Europa, correndo pela equipe Ricky Flynn Motorsport, tendo bons desempenhos: foi 4º colocado no Campeonato Europeu, 5º no Mundial e 3º no Campeonato Alemão e na WSK Champions Cup (ambas em 2018).
Estreou nos monopostos em 2019, correndo na Fórmula 4 Britânica, sendo o primeiro piloto de Barbados a correr no automobilismo europeu. Pilotando pela Carlin, venceu 10 corridas e obteve 15 pódios, garantindo o título da categoria e também o de melhor estreante, sendo também o primeiro estrangeiro a receber a honraria
Em janeiro de 2020, Maloney seguiu na Carlin para correr na Eurofórmula Open, estreando com um pódio na etapa de Hungaroring. Terminou o campeonato na oitava posição, um ponto atrás do companheiro de equipe, o israelense Ido Cohen. Assinou com a equipe R-ace GP para competir na Fórmula Regional Europeia no ano seguinte, chegando em terceiro lugar na corrida 2 de Ímola, e venceu a corrida 2 em Mônaco, conquistando mais um feito ao tornar-se o primeiro caribenho a vencer em Monte Carlo. Encerrou o campeonato em quarto lugar na classificação, com 170 pontos.

### Campeonato de Fórmula 3 da FIA
Após participar dos testes pós-temporada da Fórmula 3 com a equipe Trident Racing, Maloney foi anunciado como novo titular do time para a temporada 2022 da categoria. Sua primeira vitória foi na corrida 2 de Spa-Francorchamps, após se recuperar de um acidente na volta 6. O barbadiano foi o vice-campeão da Fórmula 3 com 134 pontos, 5 atrás do francês Victor Martins.

### Fórmula 2

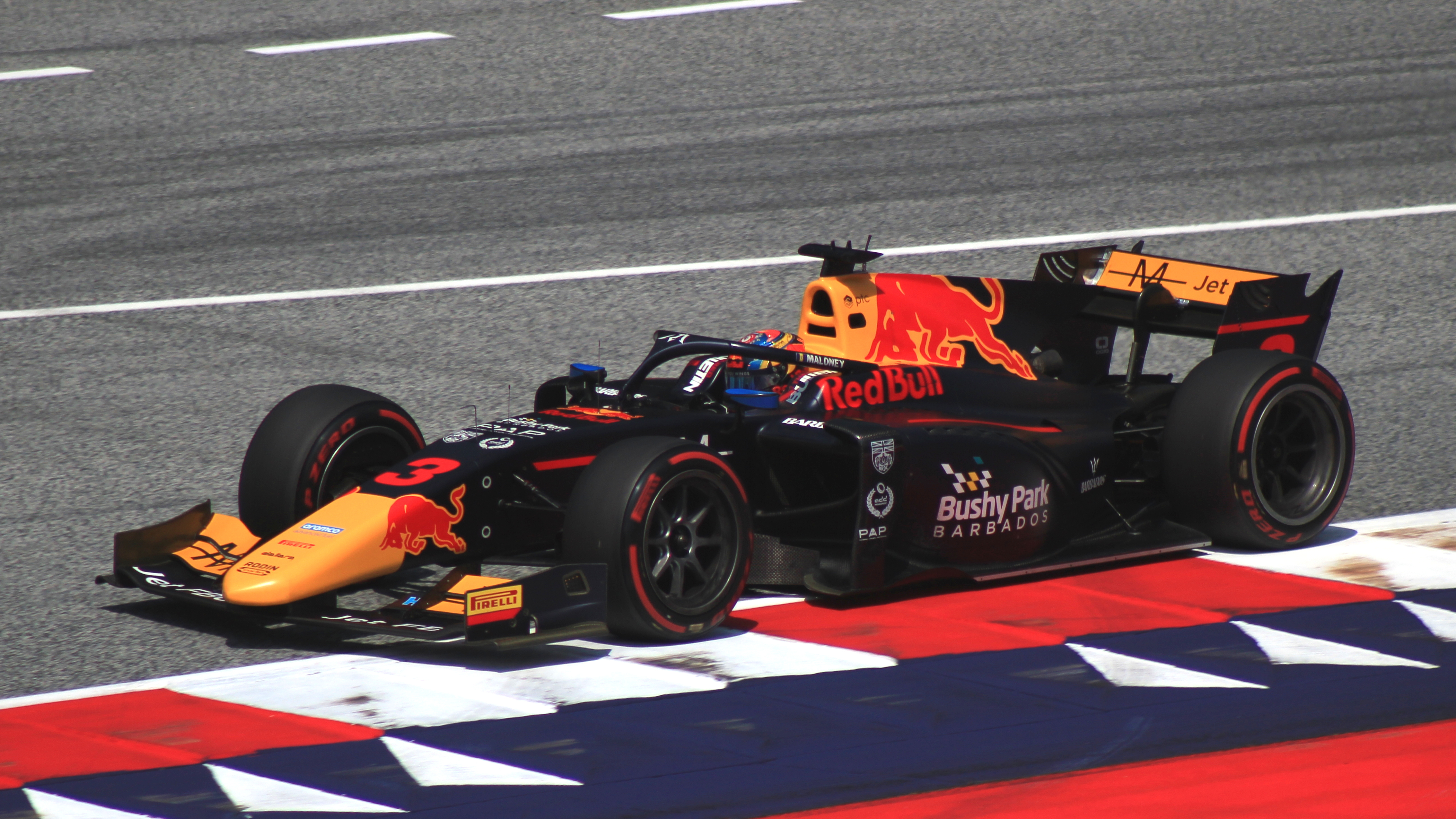
Maloney no Red Bull Ring em 2023

Para a última rodada dupla da temporada da Fórmula 2 de 2022, Maloney substituiu o britânico Calan Williams na equipe Trident, tendo desempenho modesto nas 2 corridas - 15º na primeira corrida e 16º na sprint race.
Em janeiro de 2023, Maloney foi confirmado como piloto da Rodin Carlin para a temporada da Fórmula 2 de 2023, ao lado de seu colega júnior da Red Bull, Enzo Fittipaldi. Conseguiu 4 pódios e terminou a temporada na décima posição, com 96 pontos.

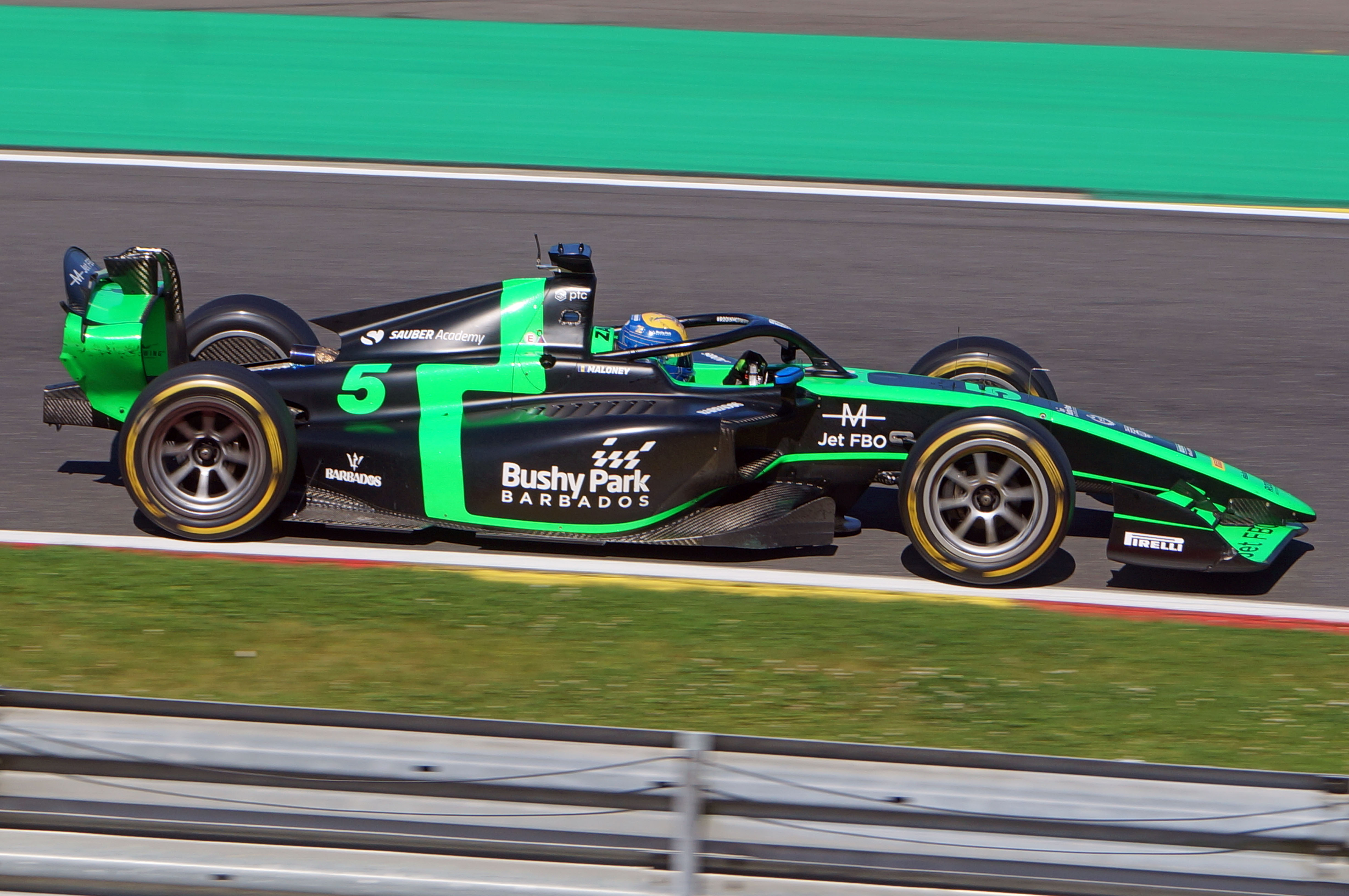
Maloney em Spa-Francorchamps em 2024

Maloney permaneceu com a equipe, que foi rebatizada como Rodin Motorsport para a disputa da temporada de 2024, com seu companheiro de equipe sendo o campeão da Super Fórmula de 2023, Ritomo Miyata. Ele se tornou o primeiro piloto a vencer tanto a sprint quanto a feature race da etapa de estreia, no Barém. E com seu pódio na corrida principal do GP da Austrália, Maloney se manteve por algumas rodadas na liderança do campeonato, acumulando 62 pontos. Mas conforme a temporada avançou, Maloney foi perdendo terreno e vendo outros pilotos, como Paul Aron, Isack Hadjar e Gabriel Bortoleto o superarem. Assim, Maloney aproveitou a chance de correr na Fórmula E e deixou a categoria após a rodada do Catar. Mesmo tendo saído antes do fim da F2, Maloney conseguiu se manter na quarta posição, totalizando sete pódios e 140 pontos.

### Fórmula 1
Em dezembro de 2022, a Red Bull Racing anunciou a contratação de Maloney para atuar como piloto reserva na temporada de 2023 da Fórmula 1. Antes mesmo da temporada da Fórmula 2 de 2023 acabar, o diretor-executivo da Carlin, David Dicker, anunciou que Maloney, assim como seu companheiro de equipe Enzo Fittipaldi, seriam removidos do programa de jovens pilotos da Red Bull, a Red Bull Junior Team. O próprio chefe da Red Bull, Christian Horner, declarou publicamente que a academia da equipe austríaca tinha "muitos pilotos na Fórmula 2" em 2023, e que a intenção era reduzir drasticamente o número de pilotos apoiados para 2024.
Em janeiro de 2024, Maloney ingressou na Sauber Academy e passou a atuar como piloto reserva da equipe Stake F1 Team Kick Sauber no Campeonato Mundial de Fórmula 1 de 2024. Posteriormente, em dezembro daquele ano, Maloney anunciou sua saída da Sauber após se tornar um piloto de Fórmula E em tempo integral.

### Fórmula E
Em abril de 2023, Maloney foi convidado a participar do teste para novatos da Fórmula E no Circuito Urbano do Aeroporto de Tempelhof com a equipe Andretti Formula E. Ele participou de sua primeira sessão de treinos livres de Fórmula E no ePrix de Roma. Mais tarde naquele novembro, ele foi anunciado como piloto reserva e de desenvolvimento da Andretti para a temporada 2023-24.
Em 25 de setembro de 2024, Maloney anunciou que deixaria a Fórmula 2 para competir no Campeonato Mundial de Fórmula E de 2024–25 com a equipe Lola Yamaha ABT Formula E Team, em parceria com o campeão da Fórmula E de 2016–17, Lucas Di Grassi.

### IndyCar
Em 1 de agosto de 2024, Maloney participou de seu primeiro teste na IndyCar com a equipe Rahal Letterman Lanigan Racing no Indianapolis Motor Speedway.